# Andrés Bermúdez
Pour les articles homonymes, voir Bermudez.
Andrés Bermúdez Viramontes, né à Jerez de García Salinas (Mexique, État du Zacatecas) le 2 juillet 1950, mort à Houston (Texas) le 5 février 2009, est un entrepreneur californien d'origine mexicaine, surnommé « le Roi de la tomate », qui est devenu en 2001 le premier émigré mexicain à être élu maire d'une ville au Mexique.
En 1973, Andrés Bermúdez et son épouse enceinte passent la frontière entre les États-Unis et le Mexique cachés dans le coffre d'une voiture. Il travaille comme ouvrier agricole, puis comme fournisseur de main-d'œuvre, et invente une machine à planter les tomates, ce qui lui vaut son surnom.
En 2001, alors qu'il vit encore aux États-Unis il se présente à l'élection au poste de maire dans sa ville natale de Jerez de García Salinas, dans l'État mexicain de Zacatecas. Élu dans cette ville de 60 000 habitants qui compte à peu près autant d'émigrés aux États-Unis, son élection est invalidée par l'Institut électoral fédéral étant donné qu'il ne satisfaisait pas à l'obligation d'y avoir résidé une année entière avant son élection.
Bermúdez contribue alors à rédiger un amendement constitutionnel qui autorise les résidents non permanents à se présenter aux élections, et qui réserve également deux sièges au parlement de l'État de Zacatecas pour les émigrés. La réforme est adoptée en 2003.
En 2004, il se représente donc, et son élection au poste de maire est alors validée.
Un an plus tard, en septembre 2005, il annonce sa déception de la politique mexicaine et son intention de ne pas rester au Mexique après son mandat de trois ans. Au nombre de ses réalisations, le pavage de la ville, un nouveau réseau d'égouts et le transport gratuit par bus des étudiants qui suivent les cours à l'Université de Zacatecas, à 90 km de Jerez. Ses opposants lui reprochent de ne pas suffisamment respecter le conseil municipal et de se prendre pour « le Roi de Jerez ». 
Dès sa première élection en 2001, un certain nombre de politiciens mexicains avaient craint qu'un tel précédent n'encourage d'autres émigrés à revenir faire une carrière politique au Mexique et risquent ainsi d'évincer les politiciens traditionnels. Au moins trois autres candidats de ce type se sont présentés aux municipales de 2004, mais seul Bermúdez a été élu.
En 2006, il est élu au Parlement fédéral mexicain et laisse son frère Serafín achever son mandat de maire (2004-2007). Il a présidé la commission de la population, des frontières et des relations migratoires en 2006-2007, puis en est devenu le secrétaire.

## Sources
- Tessie Borden, Migrants seek voice in Mexico politics, The Arizona Republic Jan. 25, 2003
- Mexican migrants force political change, BBC News, 14 October, 2003
- Olga R. Rodrigues, Mexican mayor ready to return to U.S., Associated Press, September 14, 2005